# Paritätische Kommission für Preis- und Lohnfragen
Die Paritätische Kommission für Preis- und Lohnfragen ist ein zentrales Instrument der österreichischen  Sozialpartnerschaft.
Die Paritätische Kommission (PKPL) wurde 1957 gegründet und wurde ein, zunächst zeitlich befristetes, informelles System der freiwilligen Zusammenarbeit der Arbeitgeber- und Arbeitnehmerverbände untereinander sowie mit Vertretern der Regierung. Beteiligt sind Vereinigungen der Arbeitgeber (Bundeswirtschaftskammer), der Landwirtschaft (Präsidentenkonferenz der Landwirtschaftskammern Österreichs) und der Arbeitnehmer (Bundesarbeiterkammer sowie ÖGB).
Die PKPL setzt sich zusammen aus
- dem Unterausschuss für Lohnfragen,
- dem Unterausschuss für Preisfragen (Wettbewerbs- und Preisunterausschuss),
- dem Beirat für Wirtschafts- und Sozialfragen sowie
- dem Unterausschuss für internationale Fragen.

Die Kommission ist als informelles Gremium weder in der österreichischen Bundesverfassung noch in anderen Gesetzen oder Verordnungen vorgesehen. Demnach kann sie aber auch keine verbindlichen Entscheidungen treffen.
In der Kommission sind sowohl zwei Arbeitgeberorganisationen (Wirtschaftskammer und Landwirtschaftskammer) als auch zwei Arbeitnehmerorganisationen (Arbeiterkammer und ÖGB) vertreten. Dabei sind beide Seiten geprägt von unterschiedlichen politischen Lagern: Während auf Unternehmensseite die konservative ÖVP dominiert, werden die Arbeitnehmer von der sozialdemokratischen SPÖ unterstützt. Auf Grundlage dieser politischen Differenzierung werden auch indirekt andere Erwerbsinteressen mitvertreten.
In der PKPL sind Regierungsvertreter sowie Funktionäre von Unternehmerverbänden und Arbeitnehmerorganisationen zu gleichen Anteilen vertreten. Sowohl auf Arbeitnehmerseite als auch auf der Unternehmerseite sind jeweils zwei Regierungsvertreter integriert. Bei den Arbeitnehmern beteiligen sich traditionell der Innenminister und der Sozialminister, auf der Arbeitgeberseite der Bundeskanzler und der Handelsminister (Wirtschaftsminister). Da nach dem Auflösen der großen Koalition Ende der 60er Jahre die Gefahr bestand, das Gleichgewicht zwischen Arbeitgebern und Arbeitnehmern zu zerstören, entschieden sich die Regierungsminister, ihr Stimmrecht abzugeben und sind seither nur noch in beratender Funktion tätig.
Die Arbeit in der PKPL ist von speziellen Mechanismen geprägt. Dazu gehören:
- Die PKPL besitzt keine Tarifautonomie (verhandelt also keine Löhne), muss aber Tarifverhandlungen genehmigen, was der Kontrolle des Zeitparameters von Tarifverhandlungen dient.
- Es existiert keine Kompetenz im Hinblick auf Lohnrichtlinien. Dennoch wird (inoffiziell) ein gewisser Verhandlungsrahmen festgelegt.
- Beschlüsse der PKPL müssen einstimmig erfolgen, wodurch ein hoher Kompromisszwang für die Verhandlungspartner entsteht.

Im Zuge des EU-Beitritts und der Internationalisierung, aber auch den verschiedenen Marktöffnungen, ist die Bedeutung der Kommission stark in den Hintergrund getreten. Speziell im Bereich der Preise wurden seit 1994 keine Regelungen mehr getroffen.
Seit 1998 ist die Paritätische Kommission nicht mehr zusammengetreten. Seit der Bad Ischler Deklaration 2006 gibt es von den vier ursprünglichen Unterausschüssen nur mehr den Beirat für Wirtschafts- und Sozialfragen.